# Gjøl
Gjøl är ett samhälle i Vendsyssel på norra Jylland i Danmark med 898 invånare (2020). Det ligger vid Gjøl Bredning i Limfjorden 12 kilometer väster om Ålborg. Samhället tillhör Jammerbugts kommun i Region Nordjylland.
På 1930-talet var Gjøl en ö i Limfjorden med en yta på omkring 23 kvadratkilometer. År 1919 byggdes en dämning till grannön Øland och omkring 1940 hade området norr om Gjøl avvattnats så mycket att ön blev landfast med Vendsyssel. Den forna ön består av moränavlagringar och dess högsta punkt är 12 meter över havet.   Samhället Gjøl ligger längs den forna öns sydkust.
Kung Valdemar Sejr skänkte Gjøl till Børglum Kloster år 1241 men efter reformationen år 1536 övertogs ön av staten.
De omkring 800 personet som bodde  på Gjøl kring förra sekelskiftet livnärde sig huvidsakligen inom lantbruket. År 1935, som är sista året Gjøl redovisas som ö i befolkningsstatistiken, bodde det 1 002 personer på ön.
Gjøltrollen skapades år 1959 av fiskaren och träsnidaren Thomas Dam i Gjøl.